# 永安镇 (大石桥市)
永安镇，是中华人民共和国辽宁省营口市大石桥市下辖的一个乡镇级行政单位。

## 行政区划
永安镇下辖以下地区：
西田村、东田村、辉庄村、永安屯村、周家屯村、两军寨村、大房身村、孙屯村、赖家屯村和植棉村。